# Antonio Vitale Bommarco

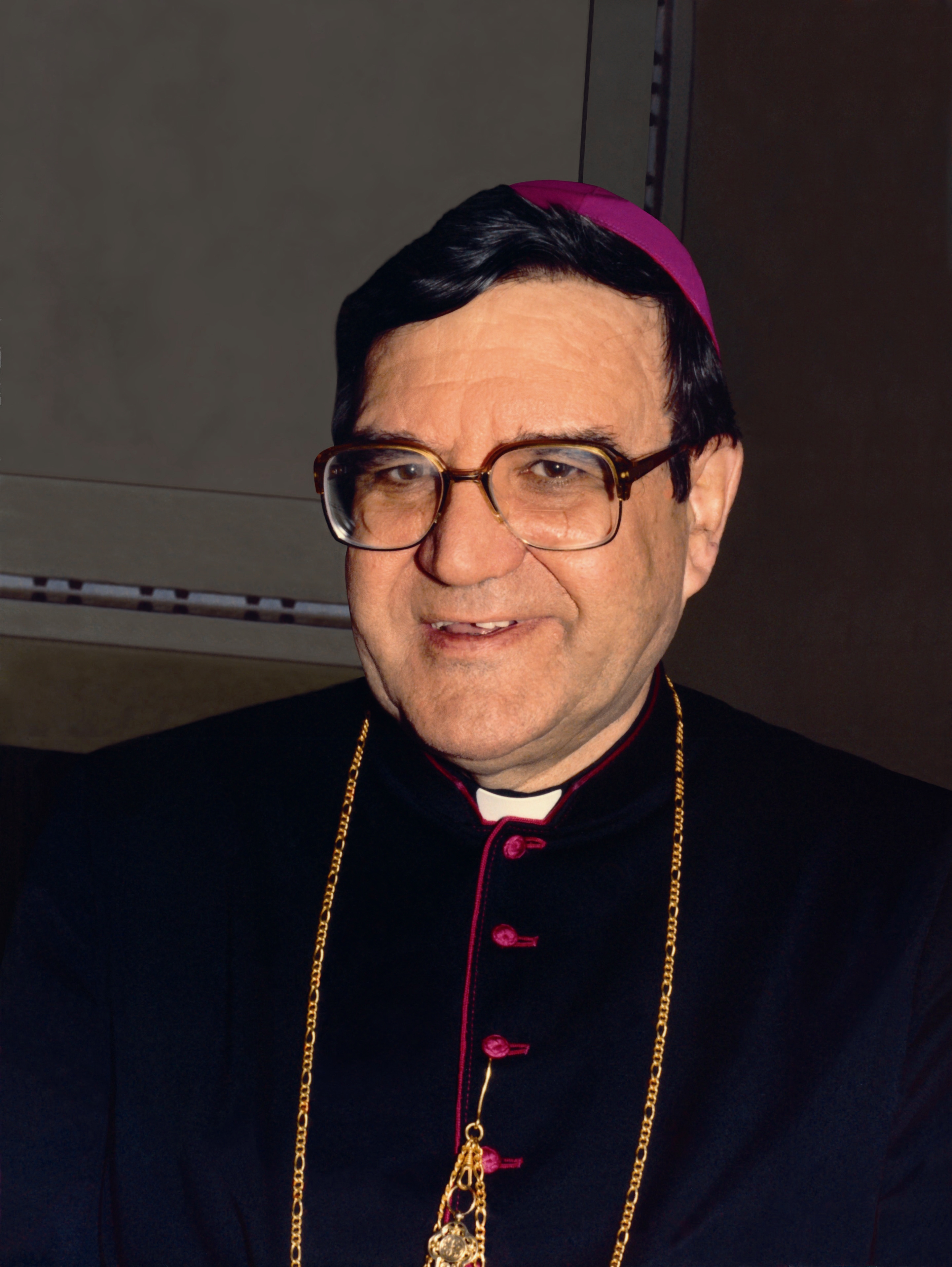
Erzbischof Antonio Bommarco (ca. 1986)

Antonio Vitale Bommarco OFMConv (* 21. September 1923 in Cres; † 16. Juli 2004 in San Pietro di Barbozza) war Erzbischof von Gorizia e Gradisca.

## Leben

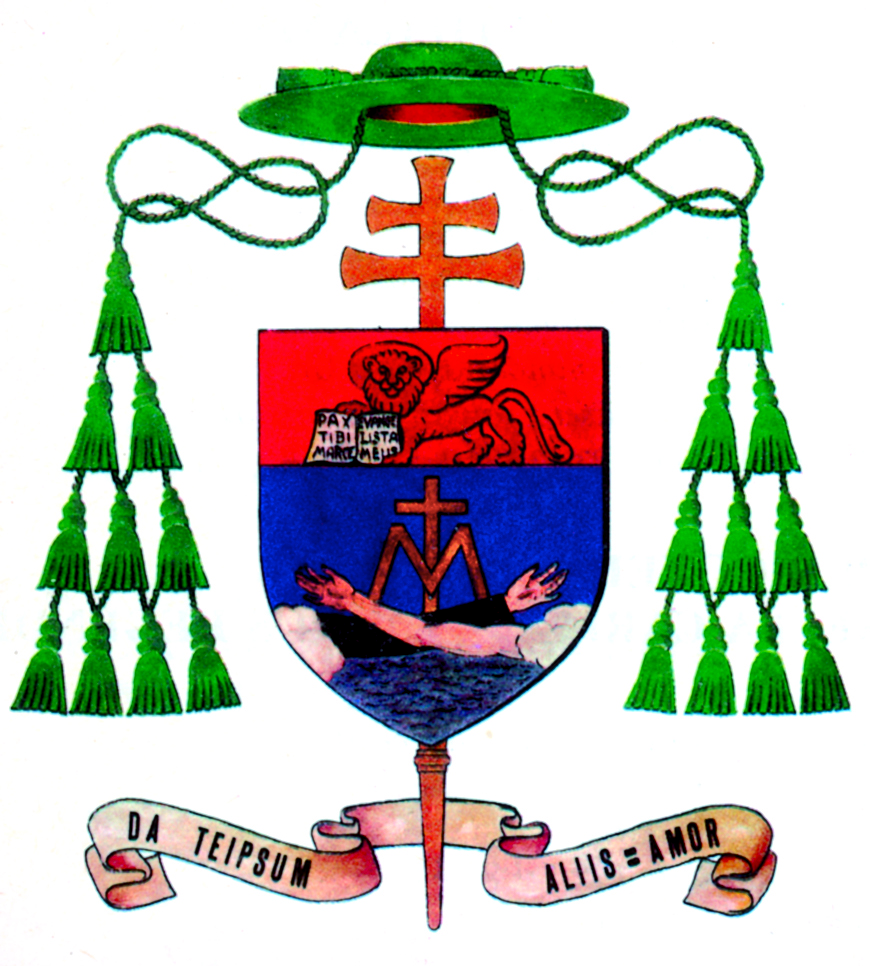
Erzbischofswappen

Antonio Vitale Bommarco trat der Ordensgemeinschaft der Minoriten bei und empfing am 8. Dezember 1949 die Priesterweihe.
Papst Johannes Paul II. ernannte ihn am 11. November 1982 zum Erzbischof von Gorizia e Gradisca. Der Papst persönlich spendete ihm am 6. Januar des folgenden Jahres die Bischofsweihe; Mitkonsekratoren waren Eduardo Martínez Somalo, Substitut des Staatssekretariates, und Duraisamy Simon Lourdusamy, Sekretär der Kongregation für die Evangelisierung der Völker. Als Wahlspruch wählte er Da te ipsum aliis = amor.
Am 2. Juni 1999 wurde sein altersbedingter Rücktritt angenommen.